# 684
Раннє Середньовіччя. Триває чума Юстиніана. У Східній Римській імперії триває правління Костянтина IV. Більшу частину території Італії займає Лангобардське королівство, деякі області належать Візантії. Франкське королівство розділене між правителями з династії Меровінгів. Іберію займає Вестготське королівство. В Англії триває період гептархії. Авари та слов'яни утвердилися на Балканах. Центр Аварського каганату лежить у Паннонії. Існують слов'янські держави: Карантанія та Перше Болгарське царство.
Омеядський халіфат займає Аравійський півострів, Сирія, Палестина, Персія, Єгипет, частина Північної Африки. У Китаї триває правління династії Тан. Індія роздроблена. В Японії триває період Ямато. Хазарський каганат підпорядкував собі кочові народи на великій степовій території між Азовським морем і Аралом. Відновився Тюркський каганат.
На території лісостепової України в VII столітті виділяють пеньківську й празьку археологічні культури. У VII столітті тривало швидке розселення слов'ян. У Північному Причорномор'ї співіснують різні кочові племена, зокрема булгари, хозари, алани, авари, тюрки.

## Події
- Чжун-цзун правив у Китаї з 3 січня по 26 лютого, після чого У Цзетянь змістила його на користь його брата Жуй-цзуна.
- Кочівники з Тюркського каганату здійснили рейд у північний Китай.
- Халіфом Омеядського халіфату став Марван I.
- Омеяди розбили прихильників Абдаллаха ібн аз-Зубейра поблизу Дамаска.